# 西宋集镇
西宋集镇，是中华人民共和国江苏省淮安市淮阴区下辖的一个乡镇级行政单位。2018年7月撤消，并入徐溜镇。

## 行政区划
西宋集镇下辖以下地区：
宋集社区、汤集社区、洪北村、三王村、兴旺村、同丰村、沈圩村、跨洪村、戴梨园村、合兴村、蒋渡村、新园村、朱庄村和王码村。